# Грашево

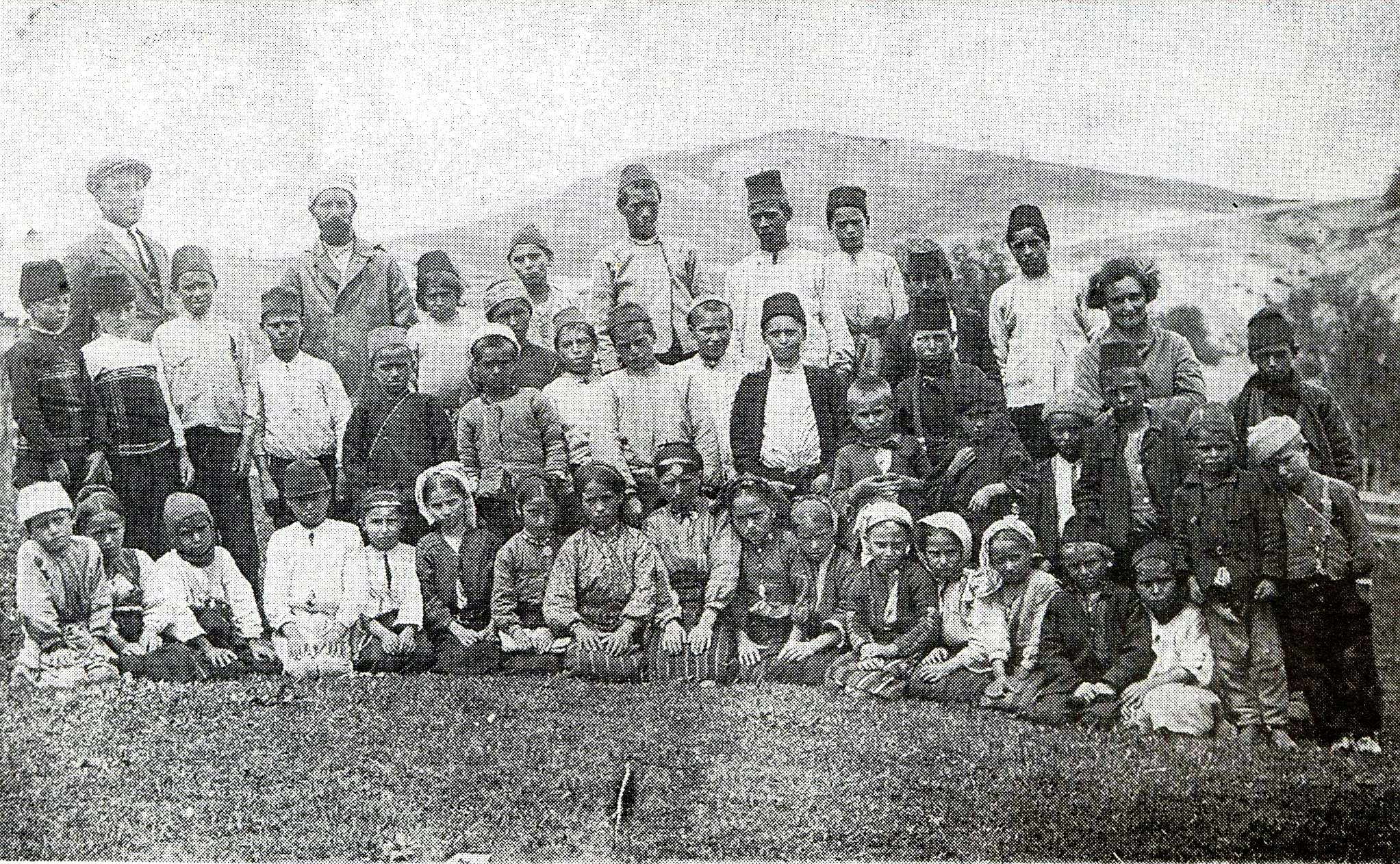
Помаки из Грашево. 1927 год.

Грашево (болг. Грашево) — село в Болгарии. Находится в Пазарджикской области, входит в общину Велинград. Население составляет 1244 человека.

## Политическая ситуация
В местном кметстве Грашево, в состав которого входит Грашево, должность кмета (старосты) исполняет Асен Юлиев Мастев (Болгарский земледельческий народный союз (БЗНС)) по результатам выборов.
Кмет (мэр) общины Велинград — Иван Георгиев Лебанов (независимый) по результатам выборов.